# Manderen
Manderen là một xã trong vùng hành chính Lothringen, thuộc tỉnh Moselle, quận Thionville-Est, tổng Sierck-les-Bains. Tọa độ địa lý của xã là 49° 27' vĩ độ bắc, 06° 26' kinh độ đông. Manderen nằm trên độ cao trung bình là 255 mét trên mực nước biển, có điểm thấp nhất là 216 mét và điểm cao nhất là 416 mét. Xã có diện tích 8,92 km², dân số vào thời điểm 1999 là 383 người; mật độ dân số là 42 người/km². Manderen nằm khoảng 22 km về phía đông của Thionville cạnh biên giới với Đức, thuộc Pháp từ năm 1661.

## Thông tin nhân khẩu
| 1962 | 1968 | 1975 | 1982 | 1990 | 1999 |
| ---- | ---- | ---- | ---- | ---- | ---- |
| 365  | 368  | 358  | 355  | 376  | 383  |